# Controverse sur les arrêtés ministériels de zonages de l'Ontario
La controverse sur les arrêtés ministériels de zonages de l'Ontario ou le scandale de la ceinture de verdure de l'Ontario (Ontario Greenbelt scandal) est une controverse sur l'usage des « arrêtés ministériels de zonages » (AMZ) par le gouvernement de l'Ontario, dirigé par Doug Ford, qui lui permettent de court-circuiter les décisions des conseils municipaux sur le développement immobilier. Leur fréquence plus élevée entre mars 2019 et mars 2021 et la façon dont ils ont été utilisés suscitent des critiques régulières entre 2021 et 2023,,,,, et même une enquête policière.

## Histoire
De 2019 au début de 2021, le gouvernement de Doug Ford a émis plus de 30 AMZ, quantité appréciable comparativement aux 49 AMZ qui ont été émis par le gouvernement provincial de 1969 à 2000 (trois décennies),.
En octobre 2020, le gouvernement de l'Ontario émet des AMZ visant les West Don Lands, un quartier de Toronto bordé par la rivière Don, et qui autorise la construction de bâtiments pouvant atteindre 50 étages sans autorisation préalable de la ville. Plusieurs conseillers municipaux ont publiquement désapprouvé cet AMZ, alors que le maire de l'époque, John Tory, a critiqué cette décision. En janvier 2021, des organismes ont protesté contre les tentatives de destruction d'immeubles classés patrimoniaux du Dominion Foundry Site (en). Un tribunal a statué que les démolitions devaient cesser jusqu'à que des obstacles légaux soient levés.
Deux hauts fonctionnaires ontariens ont démissionné en 2023 après la publication des rapports de la vérificatrice générale et du commissaire à l’intégrité de l'Ontario qui « ont révélé que le processus de sélection des terrains avait été précipité et favorisait certains promoteurs ».
Au début septembre 2023, le ministre ontarien Steve Clark démissionne à la suite d'accusations de violation de lois sur l'éthique dans la foulée de la mise au jour d'un contrat portant sur un échange de terrains. 
Toujours en septembre 2023, le ministre ontarien Kaleed Rasheed démissionne du cabinet et du caucus de son parti à la suite de la décision d'autoriser un développement immobilier sur 3 000 hectares de terrains protégés de la ceinture de verdure de l'Ontario. 
Le 21 septembre 2023, Doug Ford s'excuse pour sa « mauvaise » décision et promet d'inverser l'échange de terres. Il s'excuse également d'avoir rompu sa promesse antérieure de préserver la ceinture verte.
Le 10 octobre 2023, la Gendarmerie royale du Canada annonce qu'elle « ouvre une enquête sur le retrait de terres de la ceinture de verdure »,.